# Église Saint-Pierre de Nevers
Pour les articles homonymes, voir Église Saint-Pierre.
L'église Saint-Pierre est une église catholique située à Nevers, en France; au croisement de la rue des Ardilliers et de la rue de la Préfecture.

## Historique
En 1572, Louis de Gonzague fait venir les Jésuites pour leur confier le collège de la ville. De style classique, l'église a été bâtie entre 1612 et 1676 sur un plan en croix grecque. Elle était initialement dédiée à Saint Jean-Baptiste, dont une statue figure toujours dans une niche à l'extérieur. L'église a été sévèrement affectée par des bombardements en 1944. L'édifice est classé au titre des monuments historiques depuis 1975.

## Extérieur
La façade est composée des ordres dorique et ionique superposés.
Outre une statue de saint Jean-Baptiste et de la Vierge, on trouve sur la façade, au-dessus de l'entablement, une frise sculptée montrant les différents éléments de la Passion du Christ ; et des pots-à-feu viennent compléter l'ornementation.

## Intérieur

### Fresques
Des fresques en trompe-l'œil ont été réalisées à la fin du XVIIe siècle par des peintres italiens, dont Giovanni Gherardini. Le 20 mai 1689, Giovanni Gherardini confie ainsi à Jean-Baptiste Sabatini, lui-aussi peintre italien, la réalisation de la chapelle de la Vierge « depuis la corniche jusqu'en bas, de la même manière que la chapelle de saint Xavier » à l'exception de la figure que le peintre se réserve.
Sur la voûte du chœur se déploient les scènes de l'Ascension et de la Pentecôte. La cohorte des élus entourant la sainte Trinité et la Vierge sont présents sur la coupole. Sur les quatre trompes, les évangélistes sont évoqués avec leurs attributs. Dans la chapelle de la Vierge figure la Vierge de l'Apocalypse et dans les trois cartouches sont représentés l'Annonciation, la Visitation et la naissance de la Vierge. Enfin, la glorification de Saint François-Xavier, patron de l'Ordre des jésuites prend place dans la chapelle Saint-Pierre.

### Chœur
En outre, on trouve derrière l'autel une toile réalisée par les Frères Le Nain.

### Nef
Le sol est pavé de mosaïques en émaux de Briare achevées en 1924 par Pietro Favret.

## Galerie de photographies

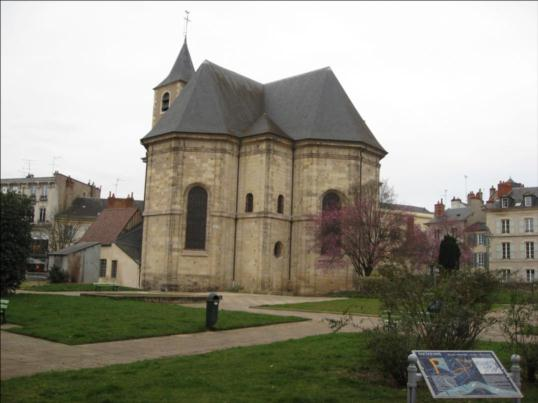
Le chœur de l'église (ouest).
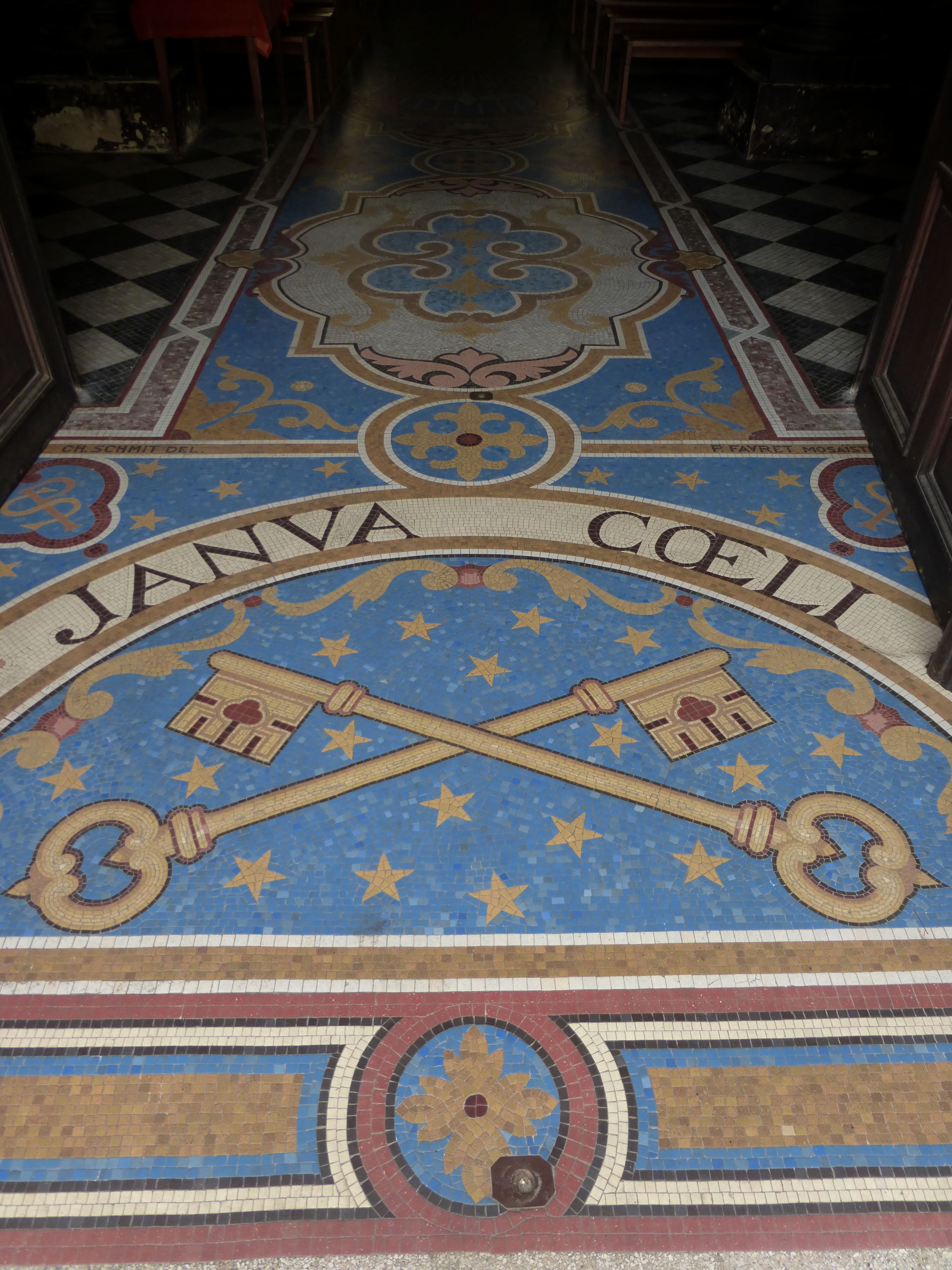
Pavage en mosaïques d'Émaux de Briare.